# تپه سیدآباد (درگز)
تپه سیدآباد مربوط به دوره تاریخی است و در شهرستان درگز، بخش مرکزی - روستای سیدآباد واقع شده و این اثر در تاریخ ۳ خرداد ۱۳۸۶ با شمارهٔ ثبت ۱۹۱۰۱ به‌عنوان یکی از آثار ملی ایران به ثبت رسیده‌است.